# علی‌آبادانقلاب (رفسنجان)
علی آباد انقلاب یا علی آباد خان، روستایی از توابع بخش مرکزی شهرستان رفسنجان در استان کرمان ایران است.

## جمعیت
این روستا در دهستان قاسم آباد قرار دارد و براساس سرشماری مرکز آمار ایران در سال ۱۳۸۵، جمعیت آن ۱٬۴۰۴ نفر (۳۳۷خانوار) بوده‌است.